# Auburn University

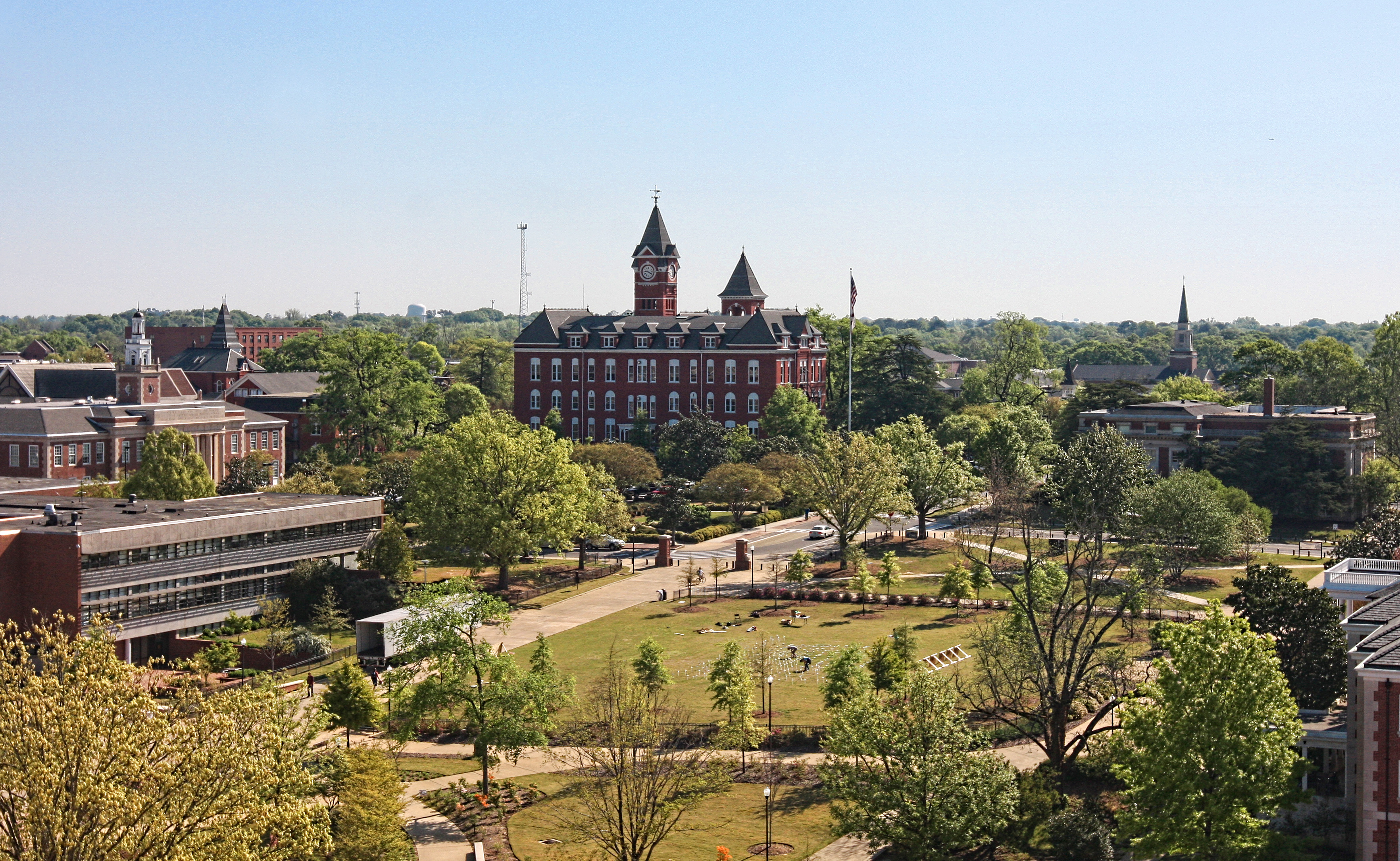
Auburn Campus

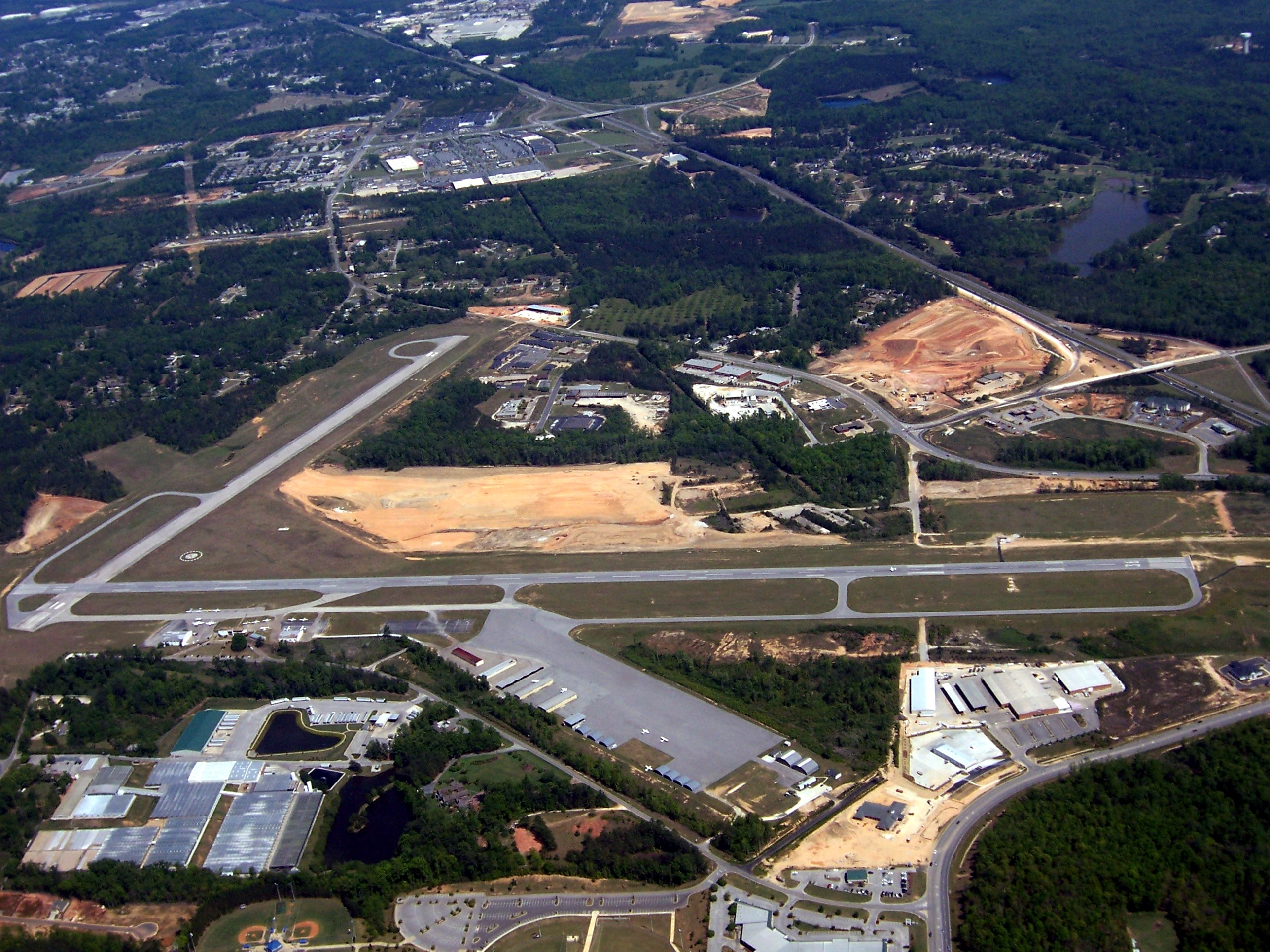
Vogelperspektive auf den Auburn University Regional-Flughafen, im Lee County

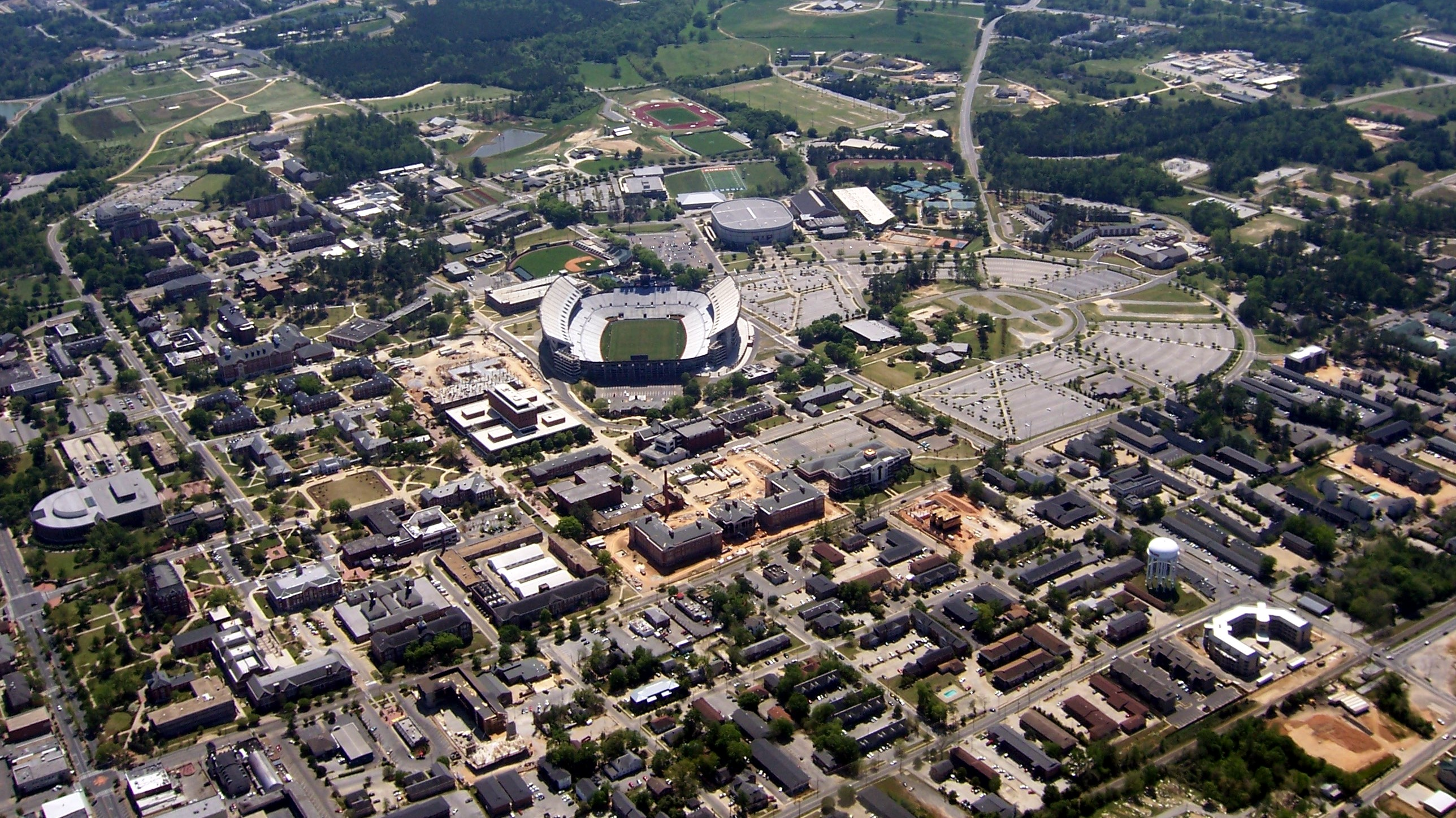
Blick über den Campus der Auburn University

Die Auburn University (auch AU oder Auburn genannt) ist eine staatliche Universität in Auburn im US-Bundesstaat Alabama. Sie ist nach der University of Alabama die zweitgrößte Hochschule im Bundesstaat. Die Universität ist eine von 13 Hochschulen der Vereinigten Staaten, die staatliche Unterstützung über die Programme „land-grant“, „sea-grant“ und „space-grant“ erhalten haben. Die Universität hat ein besonders hohes Ansehen in den Fachbereichen Architektur, Ingenieurwesen und Wirtschaftswissenschaften. Von den Hochschulen in Alabama schneidet sie in der Regel am besten in den Rankings ab. Zur Auburn University gehört auch ein Campus in Montgomery, die Auburn University Montgomery, an der im Herbst 2020 weitere 5.212 Studenten eingeschrieben waren.

## Geschichte
Die Auburn University wurde am 1. Februar 1856 als private geisteswissenschaftliche Hochschule unter dem Namen East Alabama Male College gegründet. Damals gehörte die Hochschule zur methodistischen Kirche. Die Universität wurde 1872 an den Staat gespendet und nun Agricultural and Mechanical College of Alabama genannt. 1899 wurde sie in Alabama Polytechnic Institute (API) umbenannt, bis sie 1960 ihren heutigen Namen erhielt. 1964 wurden erstmals schwarze Studenten zugelassen.
Bei einer Schießerei auf dem Campus am 9. Juni 2012 wurden mehrere Mitglieder des Auburn Tigers Football Team getötet. Die Tat ereignete sich im Clubhouse, 200 block of West Longleaf Drive.

## Sonstiges
An der Auburn University befindet sich das Donald E. Davis Arboretum, ein Arboretum mit einer Fläche von fast 6 Hektar.

## Organisationale Gliederung
mit Jahr der Gründung
- Architektur (1872)
- Architektur, Design und Bauwesen (1907)
- Forstwesen und Wildlife-Wissenschaften (1984)
- Geisteswissenschaften (1986)
- Human Sciences (1916)
- Ingenieurwissenschaften, Samuel Ginn College of Engineering (1872)
- Naturwissenschaften und Mathematik (1986)
- Pädagogik (1915)
- Pflege (1979)
- Pharmazie, James Harrison School of Pharmacy (1885)
- Tiermedizin (1907)
- Wirtschaftswissenschaften (1967)
- Graduate School (1872)

## Zahlen zu den Studierenden und den Dozenten
2008 hatte die Universität 24.137 Studierende, 2011 25.469. Im Herbst 2021 waren 31.526 Studierende eingeschrieben. Von den 30.737 Studierenden im Herbst 2020 strebten 24.505 (79,7 %) ihren ersten Studienabschluss an, sie waren also undergraduates. Von diesen waren 49 % weiblich und 51 % männlich; 2 % bezeichneten sich als asiatisch, 5 % als schwarz/afroamerikanisch, 4 % als Hispanic/Latino und 81 % als weiß. 6.232 (20,3 %) arbeiteten auf einen weiteren Abschluss hin, sie waren graduates. 1.664 Dozenten lehrten an der Auburn, davon 1.428 in Vollzeit und 236 in Teilzeit. Die Auburn hat über 300.000 Abschlüsse verliehen, und 45.000 Personen sind Mitglied in Auburns Alumni-Gesellschaft.

## Sport
Die Sportteams der Auburn University werden Auburn Tigers genannt. Die Hochschule ist Mitglied in der Southeastern Conference. Die Footballmannschaft trägt ihre Heimspiele im Jordan-Hare Stadium aus.

## Persönlichkeiten

### Professoren
- Krystyna Kuperberg – Mathematikerin
- Richard Penaskovic – katholischer Theologe und Philosoph
- Vern G. Swanson – Kunst und Kunstgeschichte

### Absolventen
- Forrest Blue (1945–2011) – American-Football-Spieler
- Frank Gatski (1945) – American-Football-Spieler
- Holland M. Smith (1901) – später General
- Clifton Williams (1954) – später Astronaut
- Ken Mattingly (1958) – später Astronaut
- Richard Myers (1977, M.S.) – später General
- Hugh Shelton (1973, M.S.) – später General
- Kathryn C. Thornton (1974) – später Astronautin
- William Andrews (1979) – American-Football-Spieler
- Timothy D. Cook (1982) – später CEO von Apple Inc.
- Rowdy Gaines (1982) – Schwimmer, später Olympiasieger
- Bo Jackson (1986) – American-Football- und Baseballspieler
- Chuck Person (1986) – Basketballspieler
- Jimmy Wales (1989) – später Mitbegründer von Wikipedia
- Mark Spencer (1999) – später CEO von Digium
- Kirsty Coventry (2005) – Schwimmerin, später Olympiasiegerin; Präsidentin des IOK
- Will Herring (2006) – American-Football-Spieler
- Quantez Robertson (2009) – Basketballspieler
- Cam Newton (2011) – American-Football-Spieler
- Nick Fairley (2011) – American-Football-Spieler
- Cody Parkey (2014) – American-Football-Spieler
- Greg Robinson (2014) – American-Football-Spieler
- Kay Ivey, Politikerin der republikanischen Partei

Ohne Abschluss
- Charles Barkley – Basketballspieler, Olympiasieger
- Jimmy Buffett – Sänger
- César Cielo – Schwimmer, Olympiasieger
- Taylor Hicks – Sänger
- Chuma Okeke – Basketballspieler